# Nelsan Ellis
Nelsan Ellis, född 30 november 1977 i Harvey, Illinois, död 8 juli 2017 i Los Angeles, Kalifornien, var en amerikansk skådespelare.
Han är bland annat känd för sin roll som Lafayette Reynolds i TV-serien True Blood. Han medverkade också som Shinwell Johnsson i detektivserien Elementary från 2016 till 2017, .
Ellis dog den 8 juli 2017 till följd av hjärtsvikt, 39 år gammal.